# Tang Xuanzong
Tang Xuanzong (zijn persoonlijke naam was Li Longji) (Luoyang, 8 september 685 – Chang'an, 3 mei 762) was de zevende keizer van de Chinese Tang-dynastie. Hij regeerde 43 jaar, van 712 tot 756. De eerste decennia van Xuanzongs bewind gelden als de bloeiperiode van de Tang-dynastie. Zijn tragische liefde voor zijn concubine Yang Guifei (719-756) behoort tot de meest bezongen romantische verhalen uit de Chinese geschiedenis. 
Zijn regering eindigde echter rampzalig, toen de opstand van de Turks-Sogdische generaal An Lushan (703-757) het rijk op zijn grondvesten deed schudden. Xuanzong zag zich gedwongen zijn hoofdstad Chang'an te ontvluchten en afstand van de troon te doen ten gunste van zijn zoon Suzong (711-762). Deze wist de opstand uiteindelijk te bedwingen met hulp van Oeigoerse huurlingen.  

## Achtergrond
Wu Zetian (625-725), de enige officieel regerende keizerin in de geschiedenis van China, had tussen 690 en 705 haar eigen dynastie, de Wu Zhou-dynastie, uitgeroepen en daarmee de Tang-dynastie tijdelijk onderbroken. Wu Zetian was de favoriete concubine van de Tangheerser Gaozong (628-683) en wist onder het bewind van haar ziekelijke echtgenoot steeds meer macht naar zich toe te trekken. Na de dood van Gaozong zette Wu Zetian eerst haar zoon Zhongzong (656-710) op de troon om deze al na zes weken te vervangen door een andere zoon Ruizong (662-716), de vader van Xuanzong. In 690 zette Wu Zetian ook Ruizong af en besteeg op persoonlijke titel de troon. 
In 705 werd Wu Zetian op haar beurt afgezet door leden van de keizerlijke familie aan de mannelijke kant. De coupplegers zetten Zhongzong weer op de troon, hoewel Ruizong de officiële troonopvolger was. Ook Zhongzong werd gedomineerd door een sterke vrouw, zijn echtgenote Wei. Zhongzong overleed in 710. Hij zou vergiftigd zijn door Wei, die haar vijftienjarige zoon Chong Mao op de troon wilde zetten. Een factie onder leiding van prinses Taiping, een dochter van Wu Zetian, pleegde echter een coup en zette Ruizong voor de tweede maal op de troon. Deze deed in 712 afstand van de troon ten gunste van zijn talentvolle zoon Xuanzong. 

## Bloeiperiode
Nadat Xuanzong aan de macht was gekomen, liet hij in eerste instantie veel bestuurders die onder Wu Zetian belangrijke posities hadden verworven in hun functie. Deze bestuurders waren doorgaans via het examenstelsel opgeklommen. Na 720 was er echter sprake van een herstel van de machtspositie van de traditionele steunpilaren van de Tang-dynastie, de aristocratische families uit het noordwesten. Xuanzong verzamelde een groep bekwame bestuurders om zich heen, die vaak voor langere periodes hun functie vervulden. Een nieuwigheid was het aanstellen van speciale commissarissen die buiten de reguliere bureaucratie om met specifieke taken werden belast. Voorbeelden hiervan waren het innen van de zoutbelastingen, het beheer en herstel van het Keizerskanaal en het verdedigen van de grensstreken door militaire gouverneurs (jiedushi). De economische basis van het rijk was in deze periode gezond en de grenzen waren stabiel, na een succesvolle campagne tegen het Tibetaanse rijk. 
In cultureel opzicht was er eveneens sprake van een bloeiperiode. Het hof in Chang'an, met een miljoen inwoners de grootste stad ter wereld, weerspiegelde de sfeer van de Europese renaissance. De politieke elite van het rijk omringde zich met geleerden, schilders, muzikanten en dichters. Behalve een mecenas van kunsten en wetenschap was Xuanzong zelf ook een bekwaam dichter en kalligraaf. Enkele van de grootste dichters in de geschiedenis van de Chinese literatuur leefden in zijn tijd: Li Bai (701-762) en Du Fu (712-770). 

## Neergang

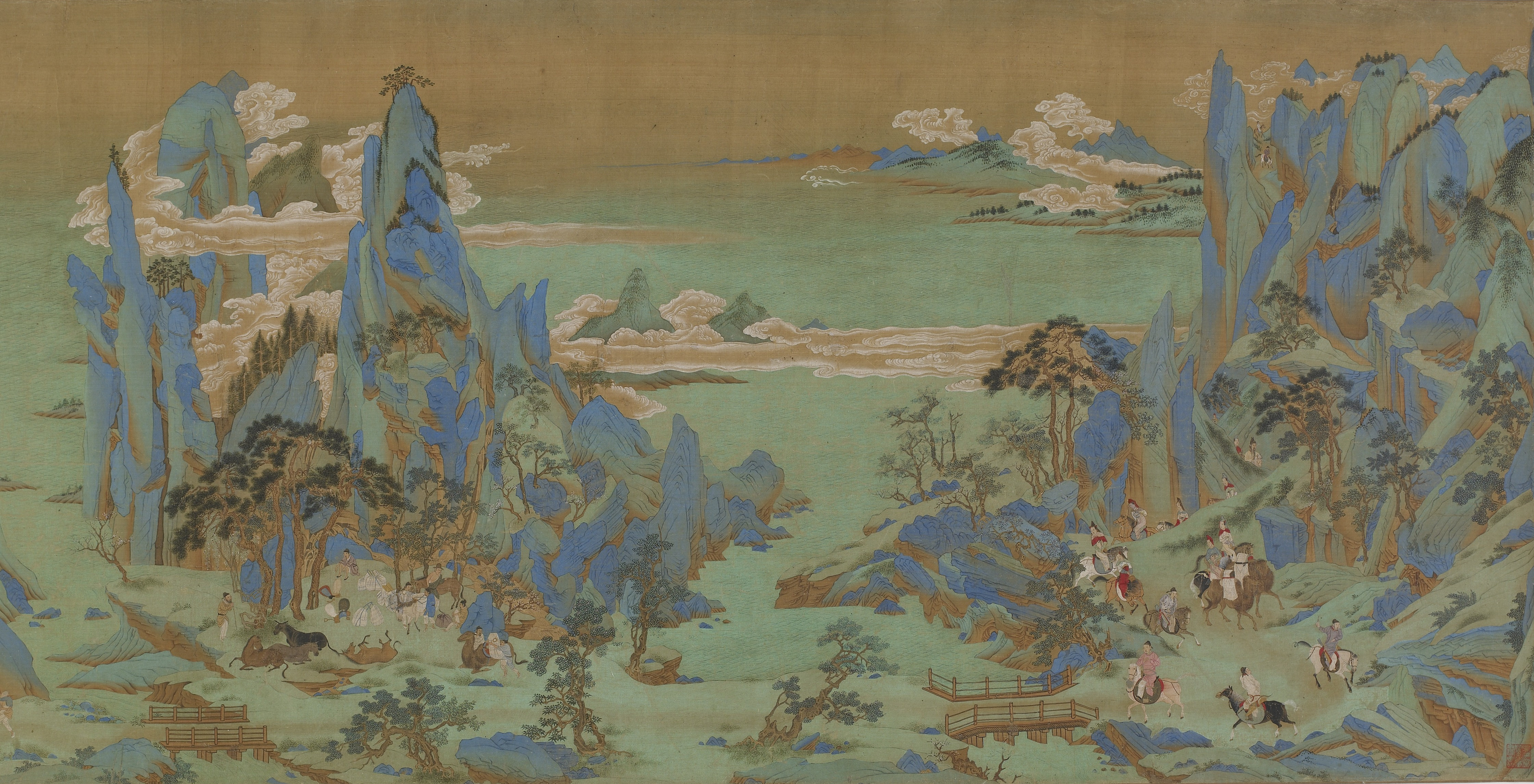
Xuanzongs vlucht naar Sichuan, een schilderij uit de Ming-dynastie

Na 736 nam Xuanzong meer en meer afstand van politieke beslommeringen. Hij hield zich vooral bezig met zaken als kunst, taoïstische en boeddhistische magische praktijken en zijn passie voor zijn favoriete concubine Yang Guifei. Zij was aanvankelijk de vrouw van een van Xuanzongs dertig zonen, maar verliet de zoon om een positie als taoïstische priesteres aan het hof te vervullen. Met haar charme en intelligentie won ze de toewijding van de inmiddels oude keizer.
Het bestuur van het land liet Xuanzong tussen 736 en 752 over aan zijn belangrijkste kanselier, Li Linfu. In de jaren 740 schakelde Li Linfu al zijn rivalen uit en regeerde hij het land op dictatoriale wijze. Zijn machtspositie werd echter aangevochten door Yang Guozhong, de militaire gouverneur van Sichuan en een neef van Yang Guifei. Na de dood van Li Linfu in 752 werd Yang Guozhong de machtigste man aan het hof. Een andere favoriet van Yang Guifei was An Lushan, de machtige militaire gouverneur van het noordoostelijke Hebei. In 751 adopteerde Yang Guifei An Lushan als haar zoon. In de strijd om de macht waren An Lushan en Yang Guozhong elkaars rivalen. 
Ondertussen kreeg de Tang-dynastie te maken met ernstige externe bedreigingen, zoals de opkomst van het Tibetaanse rijk, het koninkrijk Nan Chao in Yunnan, het Oeigoerse rijk en de veroveringen in Centraal-Azië van het islamitische Kalifaat van de Abbasiden. Chinese legers leden in 750 in het westelijk deel van het rijk verschillende nederlagen, waarna in juli 751 een beslissende nederlaag tegen het kalifaat bij Talas volgde. De Tang-dynastie verloor daarmee de controle over de Zijderoute aan haar rivalen en zou deze ook niet meer terugkrijgen. 
Aan het thuisfront escaleerde de rivaliteit tussen An Lushan en Yang Guozhong intussen dermate dat An Lushan in 755 in opstand kwam. Hij trok met zijn troepen naar Kaifeng en Luoyang, waar hij zich tot keizer uitriep. Het jaar daarop veroverde An Lushan ook de hoofdstad Chang'an. Xuanzong vluchtte met Yang Guifei en zijn familie naar het geïsoleerd gelegen Sichuan, de machtsbasis van Yang Guozhong. Hun vluchtroute werd echter geblokkeerd door Tibetaanse troepen, waarop Xuanzongs escorte aan het muiten sloeg. De muiters vermoordden Yang Guozhong en eisten ook het hoofd van Yang Guifei, in hun ogen de kwade genius achter de rampspoed. De keizer kon niet anders dan toegeven en gaf opdracht om zijn geliefde met een zijden sjaal te wurgen. Xuanzong deed in Sichuan afstand van zijn troon ten gunste van zijn zoon Suzong. 
Met hulp van Oeigoerse huurlingen heroverde Suzong in 757 Chang'an. An Lushan werd dat jaar vermoord door een van zijn eigen zonen. De opstand woedde echter nog tot 763 en werd slechts beëindigd door opstandige militaire gouverneurs te pardonneren. De Oeigoeren mochten als dank voor hun hulp de tweede hoofdstad Luoyang plunderen. De opstand van An Lushan vormde een keerpunt in de geschiedenis van de Tang-dynastie. Het centrale gezag van de Tangkeizers was nadien sterk verzwakt en van militaire expansie buiten de grenzen was geen sprake meer. 
Xuanzong sleet zijn laatste jaren in Chang'an. Hij overleed in 762 op 77-jarige leeftijd, twee weken voor zijn opvolger Suzong.